# Katherine Cunningham
Katherine Cunningham (Elk Grove Village, Illinois, 22/07/1986) es una actriz estadounidense de cine, teatro y televisión. Es principalmente conocida por sus papeles en series como Cóndor y Yellowstone. Realizó sus estudios secundarios en el instituto local James B. Conant y sus estudios universitarios de teatro y biología en la Universidad Estatal de Illinois. En la actualidad reside en Los Ángeles con su familia.

## Filmografía

### Teatro
Katherine ha actuado en obras como La fierecilla domada, Picnic, Honest y en el estreno de Big Lake Big City dirigido por David Schwimmer

### Cine
| Año  | Título                | Papel              | Notas        |
| ---- | --------------------- | ------------------ | ------------ |
| 2010 | Debt-O-Nator          | Mujer del paraguas | Cortometraje |
| 2012 | Two Days in February  | Val                |              |
| 2013 | Ctrl + Life + Delete  | Katie              | Cortometraje |
| 2013 | Lolli-Pops            | Mary               | Cortometraje |
| 2014 | Bad Johnson           | Lindsay Young      |              |
| 2015 | El destino de Júpiter | Debutante          |              |
| 2017 | The Rules of Luck     | Blaine Fields      | Cortometraje |
| 2018 | Slice                 | Heather            |              |
| 2018 | Assembly              | Mujer              | Cortometraje |
| 2025 | The short game        | Lisa Avery         |              |

### Televisión
| Año     | Título                      | Papel                  | Notas                                    |
| ------- | --------------------------- | ---------------------- | ---------------------------------------- |
| 2010    | Detroit 1-8-7               | Sherri                 | Episodio: "Déjà vu/All In"               |
| 2011    | Shameless                   | Danielle               | Episodio: "It's Time to Kill the Turtle" |
| 2011    | The Playboy Club            | Conejita Kate          |                                          |
| 2012    | I Made America              | Mindi                  |                                          |
| 2012    | Chicago Fire                | Corrine                | 4 episodios                              |
| 2013    | Los mal pagados             | Natalie                | 3 episodios                              |
| 2013    | The Mob Doctor              | Enfermera              | 3 episodios                              |
| 2013    | Mind Games                  | Beth Scott             |                                          |
| 2014    | The Secret Santa            | Lucy                   | Telefilme                                |
| 2015    | Unveiled                    | Amy                    | Telefilme                                |
| 2017    | Timeless                    | Sophia Hayden          | Episodio: "La Expo Colonial Mundial"     |
| 2017    | Navy Investigación Criminal | Teniente Laura Ellison | Episodio: "Por la borda"                 |
| 2018-20 | Cóndor                      | Kathy Hale             |                                          |
| 2018-24 | Yellowstone                 | Christina              |                                          |
| 2020    | Anatomía de Grey            | Ashley                 | Episodio: "Give a Little Bit"            |
| 2022-24 | Good Trouble                | Phoebe White           | 2 episodios                              |